# Bostwickite
La bostwickite è un minerale.